# سبايك نيلسون
سبايك نيلسون (بالإنجليزية: Spike Nelson)‏ هو ضابط أمريكي، ولد في 2 أبريل 1906 في شيروكي في الولايات المتحدة، وتوفي في 20 أكتوبر 1998 في لاغونا هيلس في الولايات المتحدة.